# Liste der Kulturdenkmale in Amtsberg

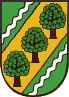
Wappen von Amtsberg

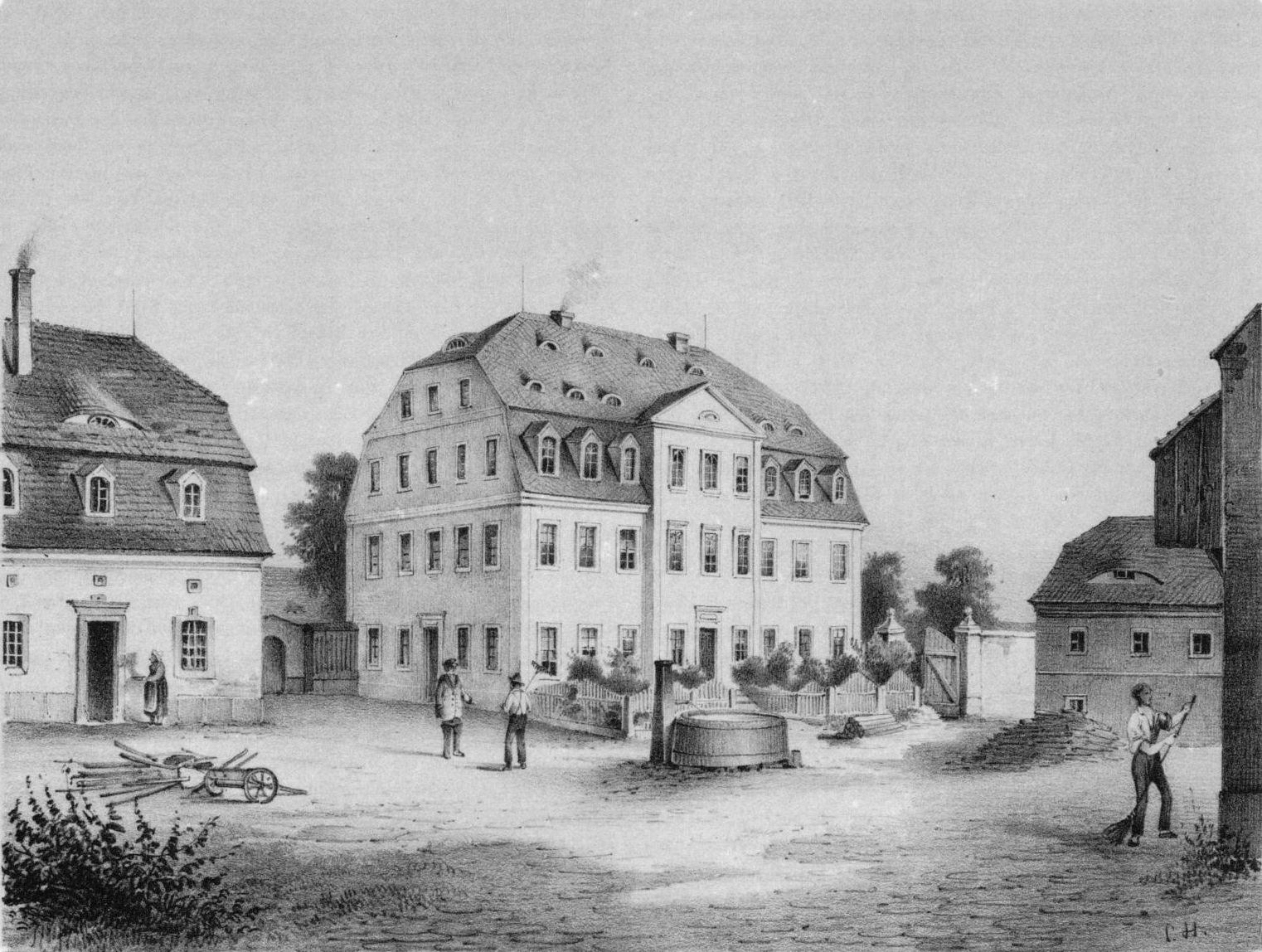
Rittergut Schlößchen Poschendorf um 1860

Die Liste der Kulturdenkmale in Amtsberg enthält die Kulturdenkmale in Amtsberg.
Diese Liste ist eine Teilliste der Liste der Kulturdenkmale in Sachsen.

## Legende
- Bild: Bild des Kulturdenkmals, ggf. zusätzlich mit einem Link zu weiteren Fotos des Kulturdenkmals im Medienarchiv Wikimedia Commons. Wenn man auf das Kamerasymbol klickt, können Fotos zu Kulturdenkmalen aus dieser Liste hochgeladen werden:
- Bezeichnung: Denkmalgeschützte Objekte und ggf. Bauwerksname des Kulturdenkmals
- Lage: Straßenname und Hausnummer oder Flurstücknummer des Kulturdenkmals. Die Grundsortierung der Liste erfolgt nach dieser Adresse. Der Link (Karte) führt zu verschiedenen Kartendiensten mit der Position des Kulturdenkmals. Fehlt dieser Link, wurden die Koordinaten noch nicht eingetragen. Sind diese bekannt, können sie über ein Tool mit einer Kartenansicht einfach nachgetragen werden. In dieser Kartenansicht sind Kulturdenkmale ohne Koordinaten mit einem roten bzw. orangen Marker dargestellt und können durch Verschieben auf die richtige Position in der Karte mit Koordinaten versehen werden. Kulturdenkmale ohne Bild sind an einem blauen bzw. roten Marker erkennbar.
- Datierung: Baubeginn, Fertigstellung, Datum der Erstnennung oder grobe zeitliche Einordnung entsprechend des Eintrags in der sächsischen Denkmaldatenbank
- Beschreibung: Kurzcharakteristik des Kulturdenkmals entsprechend des Eintrags in der sächsischen Denkmaldatenbank, ggf. ergänzt durch die dort nur selten veröffentlichten Erfassungstexte oder zusätzliche Informationen
- ID: Vom Landesamt für Denkmalpflege Sachsen vergebene, das Kulturdenkmal eindeutig identifizierende Objekt-Nummer. Der Link führt zum PDF-Denkmaldokument des Landesamtes für Denkmalpflege Sachsen. Bei ehemaligen Kulturdenkmalen können die Objektnummern unbekannt sein und deshalb fehlen bzw. die Links von aus der Datenbank entfernten Objektnummern ins Leere führen. Ein ggf. vorhandenes Icon  führt zu den Angaben des Kulturdenkmals bei Wikidata.

## Dittersdorf
| Bild                                    | Bezeichnung | Lage                             | Datierung                             | Beschreibung | ID       |
| --------------------------------------- | --- | -------------------------------- | ------------------------------------- | --- | -------- |
| Weitere Bilder                          | Sachgesamtheit Königlich-Sächsische Triangulierung (»Europäische Gradmessung im Königreich Sachsen«); Station 91 Dittersdorfer Höhe: Triangulationssäule          | (Karte)                          | bezeichnet 1869 (Triangulationsstein) | Station 2. Ordnung, bedeutendes Zeugnis der Geodäsie des 19. Jahrhunderts, vermessungsgeschichtlich von Bedeutung. Im Zeitraum 1862 bis 1890 erfolgte im Königreich Sachsen eine Landesvermessung, bei der zwei Dreiecksnetze gebildet wurden. Zum einen handelt es sich um das Netz für die Gradmessung im Königreich Sachsen (Netz I. Classe/Ordnung) mit 36 Punkten und die Königlich Sächsische Triangulierung (Netz II. Classe/Ordnung) mit 122 Punkten. Geleitet wurde diese Landesvermessung durch Christian August Nagel, wonach die Triangulationssäulen auch als „Nagelsche Säulen“ bezeichnet werden. Dieses Vermessungssystem war eines der modernsten Lagenetze in Deutschland. Die hierfür gesetzten Vermessungssäulen blieben fast vollständig an ihren ursprünglichen Standorten erhalten. Sie sind ein eindrucksvolles Zeugnis der Geschichte der Landesvermessung in Deutschland sowie in Sachsen. Das System der Vermessungssäulen beider Ordnungen ist in seiner Gesamtheit ein Kulturdenkmal von überregionaler Bedeutung. (LfD/2013). Granit-Monolith mit originalem Abdeckstein in Form eines Pyramidenstumpfes, über zwei Grundschichten von gut einem Meter Tiefe errichtet                                                                 | 09232895 |
| Direkt Bild zu diesem Denkmal hochladen | Ehemaliges Beamtenwohnhaus | Am Hammerberg 4 (Karte)          | 1904                                  | Einst Beamtenwohnhaus der Dittersdorfer Filz- und Kratzentuchfabrik, qualitätvoller Putzbau mit Zierfachwerk, baugeschichtlich von Bedeutung. Zweigeschossig mit ausgebautem Dachgeschoss, Sockel Naturstein, Polygonalmauerwerk, Ziegelmauerwerk verputzt, Frontgiebel und Dachausbauten mit Zierfachwerk, Haustüren original, Fenster Kunststoff. Innen: Treppenhaus mit Geländer und Wohnungstüren original, handwerklich solide Ausführung, teils Stuckdecken, baugeschichtlicher Wert. | 09205820 |
| Direkt Bild zu diesem Denkmal hochladen | Wohnhaus | Dittersdorfer Straße 30 (Karte)  | um 1830                               | Obergeschoss Fachwerk verschiefert, baugeschichtlich von Bedeutung. Fachwerk verschiefert | 09232898 |
| Weitere Bilder                          | Ev.-Meth. Christuskirche (Methodistenkirche) | Dittersdorfer Straße 32 (Karte)  | um 1930                               | Putzbau mit Spitzbogenfenstern und Dachreiter, baugeschichtlich und kirchengeschichtlich von Bedeutung. Evangelische Freikirche, Edelputz, Dachreiter. | 09232899 |
| Direkt Bild zu diesem Denkmal hochladen | Wohnhaus | Dittersdorfer Straße 139 (Karte) | um 1830                               | Obergeschoss Fachwerk, baugeschichtlich von Bedeutung. Fachwerk-Obergeschoss verbrettert bzw. verschiefert. | 09232901 |
| Weitere Bilder                          | Rittergut Dittersdorf b. Zschopau: Herrenhaus eines Rittergutes sowie Linden- und Kastanienallee (Gartendenkmal) auf dem Gutsgelände                              | Hofweg 4b (Karte)                | um 1750 (Herrenhaus)                  | Gut erhaltener barocker Putzbau, im 19. Jahrhundert aufgestockt, baugeschichtlicher und ortsgeschichtlicher Wert, Wirtschaftshof ohne Denkmalwert. Dreigeschossiger Putzbau, Bruchsteinmauerwerk Erdgeschoss und 1. Obergeschoss, 2. Obergeschoss Ziegelmauerwerk und Bruchsteinmauerwerk (Aufstockung vom Ende 19. Jahrhundert, ursprünglich Dachgeschoss), längsrechteckiger Grundriss, Satteldach, Altan- und Erkervorbau um 1915/20 über ehemaligem Eingang, ursprünglich Hauseingang mit Stichbogenportal und Schlussstein erhalten, ebenso ein Teil der historischen Fenstergewände mit zwei Hohlkehlen und Abfasung. Im Inneren guter originaler Bauzustand: im Erdgeschoss (heute Kellergeschoss) Kreuzgratgewölbe, Stuckdecke, Eingangshalle mit Spiegelgewölbe, Treppenhaus barock–zweiläufige Natursteintreppe mit durchbrochener steinerner Trennwand, im 1. Obergeschoss (heute Erdgeschoss) zahlreiche schlichte barocke Stuckdecken, teilweise nachträgliche Trennwände eingebaut (reversibel), 2. Obergeschoss (heute 1. Obergeschoss) war ursprünglich vermutlich Dachgeschoss, Ende 19. Jahrhundert aufgestockt, Türen dort 19. Jahrhundert, dadurch neuer Dachstuhl (Satteldach, Ende 19. Jahrhundert), ursprüngliches Seitengebäude abgebrochen. | 09232918 |
| Weitere Bilder                          | Dorfkirche Dittersdorf: Kirche (mit Ausstattung), Kirchhof mit Einfriedungsmauer und Kirchhofstor, Aufbahrungshalle, drei Grabmale und frei stehender Glockenturm | Kirchsteig - (Karte)             | Romanischer Ursprung vor 1250         | Kirche: barocker Saalbau mit Dachreiter, baugeschichtlich, ortsgeschichtlich und ortsbildprägend von Bedeutung. Kanzelaltar: von Chr. Suttinger, Holz, Kirche: Saalbau 1680, Dachreiter 1732, Grabstätten: Familie Schuncke um 1900, Plastik vermutlich von Grabstätte – trauerndes Mädchen, Familie Lohs mit Bronzeplastik 1915, Glockenturm um 1925 | 09232896 |
|                                         | Kriegerdenkmal für die Gefallenen des Krieges 1870/71 | Kirchsteig - (Karte)             | nach 1871                             | Ortsgeschichtlich von Bedeutung. | 09232902 |
| Direkt Bild zu diesem Denkmal hochladen | Ehemaliges Postamt, heute Wohnhaus | Poststraße 4 (Karte)             | um 1880                               | Historisierender Putzbau, baugeschichtlich und ortsgeschichtlich von Bedeutung. Fensterüberdachungen, Eckquaderung Putz. | 09232904 |
| Direkt Bild zu diesem Denkmal hochladen | Fabrikgebäude | Poststraße 22 (Karte)            | um 1900                               | Zeittypischer Ziegelbau, ortsentwicklungsgeschichtlich von Bedeutung. Klinkerfassade mit Ornamentik | 09232905 |
| Direkt Bild zu diesem Denkmal hochladen | Wohnhaus | Talstraße 17 (Karte)             | um 1830                               | Obergeschoss Fachwerk, baugeschichtlich von Bedeutung. Fachwerk-Obergeschoss, zwei Giebel verschiefert mit Ornamenten. | 09232906 |
| Direkt Bild zu diesem Denkmal hochladen | Wohnhaus | Talstraße 19 (Karte)             | um 1830                               | Obergeschoss Fachwerk verschiefert, baugeschichtlich von Bedeutung. Fachwerk-Obergeschoss verschiefert, Ornamente. | 09232907 |
| Direkt Bild zu diesem Denkmal hochladen | Wohnhaus | Talstraße 21 (Karte)             | um 1830                               | Obergeschoss Fachwerk, baugeschichtlich von Bedeutung. Fachwerk-Obergeschoss verbrettert und verschiefert. | 09232908 |
| Direkt Bild zu diesem Denkmal hochladen | Wohnhaus | Weißbacher Straße 19 (Karte)     | um 1830                               | Obergeschoss Fachwerk, baugeschichtlich von Bedeutung. Fachwerk-Obergeschoss teilweise verbrettert. | 09232909 |

## Schlößchen
| Bild                                    | Bezeichnung | Lage                          | Datierung                         | Beschreibung | ID       |
| --------------------------------------- | --- | ----------------------------- | --------------------------------- | --- | -------- |
| Weitere Bilder                          | Rittergut Schlößchen-Porschendorf: Herrenhaus (Nr. 3) und zwei Wirtschaftsgebäude (Nr. 1 und Nr. 2) eines Rittergutes | Teichweg 1; 2; 3 (Karte)      | 16. Jahrhundert, später überformt | Das Herrenhaus ist ein malerischer Putzbau mit Mansarddach, Renaissanceportal und Turm, hat baugeschichtliche und ortshistorische Bedeutung und ist ortsbildprägend. Drei Gebäude: 1. Gebäude (Teichweg 2): langgestreckter, eingeschossiger Massivbau, Steingewände, Mansarddach mit Schopf 2. Gebäude (Teichweg 3): eingeschossiger, kubischer Bau mit Mansardwalmdach und achteckigem Trund, rundbogiges Porphyrportal mit Zahnschnitt, Dachhäuschen 3. Gebäude: siehe 1. Gebäude (Teichweg 2) | 09207168 |
| Direkt Bild zu diesem Denkmal hochladen | Kriegerdenkmal für die Gefallenen des Ersten Weltkrieges am Friedhofsportal                                           | Untere Hauptstraße (Karte)    | Nach 1918                         | Ortsgeschichtlich von Bedeutung | 09307418 |
| Weitere Bilder                          | Friedhofskapelle sowie Kriegerdenkmal für die Gefallenen des 1. Weltkrieges am Friedhofsportal                        | Untere Hauptstraße (Karte)    | um 1920                           | Kapelle, neobarocker Putzbau in gutem Originalzustand, baugeschichtlich von Bedeutung, Kriegerdenkmal von ortshistorischer Bedeutung. Fast quadratischer Grundriss, eingeschossig, Sockel Bruchstein, Eckquaderung im unteren Bereich, schmale Rechteckfenster, Kreuzstockfenster mit Sprossenteilung, Mansardwalmdach mit Dachreiter. | 09247616 |
| Weitere Bilder                          | Porschendorfer Schule: Schule (ohne Anbauten)                                                                         | Untere Hauptstraße 33 (Karte) | bezeichnet 1896                   | Historisierender Putzbau, ortsbildprägend, ortshistorische Bedeutung. Zweigeschossiger Massivbau mit Mittelrisalit, darin Zwillingsfenster mit Sturz, überall Steingewände, im Erdgeschoss zur Straße rundbogig mit Schlussstein, aus Satteldach wachsender Turm, Schmalseiten im Dachgeschoss Zwillingsfenster mit Sturz und Okulus als Dreiecksgiebel gestaltet, mit neuer Putzgliederung. | 09207167 |

## Weißbach
| Bild                                    | Bezeichnung                                                                                     | Lage                           | Datierung                             | Beschreibung | ID       |
| --------------------------------------- | ----------------------------------------------------------------------------------------------- | ------------------------------ | ------------------------------------- | --- | -------- |
| Direkt Bild zu diesem Denkmal hochladen | Wohnstallhaus eines Zweiseithofes                                                               | Bachgasse 11 (Karte)           | bezeichnet 1881, im Kern älter        | Strebenreiches Fachwerk-Obergeschoss, Teil der alten Ortsstruktur, baugeschichtlich von Bedeutung. Erdgeschoss massiv, Obergeschoss Fachwerk, Giebel verbrettert, Türgewände mit angedeutetem Dreiecksturz, bezeichnet „Ph.M. 1881“, Erdgeschoss mit Steingewänden. | 09207144 |
| Direkt Bild zu diesem Denkmal hochladen | Gasthof Zur Linde (Gasthaus)                                                                    | Chemnitzer Straße 1 (Karte)    | letztes Viertel 19. Jahrhundert       | In Fachwerkbauweise, ortsbildprägende und ortshistorische Bedeutung. Erdgeschoss massiv, Obergeschoss Fachwerk zur Straße und zur Schmalseite nach Nordosten, schmaler, zweiachsiger giebelständiger Anbau mit zwei Dachhäuschen, traufständiger Hauptteil mit zwei Dachhäuschen, achtachsig. | 09207154 |
| Direkt Bild zu diesem Denkmal hochladen | Fabrikantenvilla mit Stützmauer und Villengarten (Gartendenkmal)                                | Grießbacher Straße 18 (Karte)  | um 1910                               | Teil einer ehemaligen Strumpfwarenfabrik, künstlerischer Wert und ortshistorische Bedeutung. Über hohem Sockelgeschoss zweigeschossiger, vielgliedriger Massivbau mit dreiseitig vorspringendem Erker, reiche Dachlandschaft, originale Bleiglasfenster. | 09207162 |
| Direkt Bild zu diesem Denkmal hochladen | Wohnhaus                                                                                        | Grießbacher Straße 23 (Karte)  | um 1905                               | Arbeiter- oder Beamtenwohnhaus einer Fabrikanlage, zeit- und landschaftstypischer Bau, baugeschichtlich von Bedeutung. Über hohem Sockel zweigeschossiger Massivbau mit zwei Eckrisaliten und Dacherkern mit Krüppelwalm, Obergeschoss Zierfachwerk, Krüppelwalmdach. | 09207163 |
| Direkt Bild zu diesem Denkmal hochladen | Wohnhaus (ohne Anbau)                                                                           | Grießbacher Straße 35 (Karte)  | 2. Viertel 19. Jahrhundert            | Obergeschoss Fachwerk, Teil der alten Ortsstruktur, baugeschichtlich von Bedeutung. Erdgeschoss massiv, Bruchstein, steinerne Gewände, eine Tür mit Sturz, Obergeschoss Fachwerk, Schmalseite nach Westen verkleidet, Krüppelwalmdach. | 09207161 |
|                                         | Dorfkirche Weißbach: Kirche, Kirchhof mit Einfriedungsmauer, Torpfeilern und Aufbahrungshalle   | Hauptstraße (Karte)            | 18. Jahrhundert                       | Spätbarocke Saalkirche mit großem Dachreiter, künstlerischer Wert und ortshistorische Bedeutung. | 09207139 |
| Direkt Bild zu diesem Denkmal hochladen | Wohnhaus                                                                                        | Hauptstraße 8 (Karte)          | um 1900                               | Zeittypischer und landschaftstypischer Bau, historisierende Putzfassade, baugeschichtlich von Bedeutung. Zweigeschossiger Massivbau, leicht vorgezogener Mittelrisalit mit Dacherker und Zierfachwerk, kräftig profilierte Steinfenstergewände mit Verzierungen, Krüppelwalmdach. | 09207155 |
|                                         | Gedenkstätte für Opfer des Faschismus, mit Ehrenhain (Gartendenkmal)                            | Hauptstraße 65 (neben) (Karte) | 1946 (Gedenkstätte)                   | Ehrenhain und Begräbnisort für 17 Bürger der UdSSR, Polens und Belgiens, die während eines Luftangriffs starben, Anlage mit Denkmal und Treppe, ortshistorische Bedeutung. An der Kirchhofsmauer eingelassen drei Granitplatten und Inschriften. VVN-Gedenkstätte auf dem Friedhof der evangelisch-lutherischen Kirche: In einem Gemeinschaftsgrab ruhen 17 Zwangsarbeiter: aus der Sowjetunion, Polen und Belgien. Auf dem Grab beschrifteter Kissenstein. Errichtet: 1.: 1946; 2.: 1975 | 09207140 |
| Direkt Bild zu diesem Denkmal hochladen | Wohnhaus                                                                                        | Hauptstraße 71 (Karte)         | 2. Hälfte 19. Jahrhundert             | Kleines Fachwerk-Wohnhaus, ortsbildprägende und baugeschichtliche Bedeutung. Erdgeschoss massiv, Obergeschoss Fachwerk, Giebel verschiefert, Satteldach. | 09207142 |
| Direkt Bild zu diesem Denkmal hochladen | Wohnhaus (ohne Anbau)                                                                           | Hauptstraße 77 (Karte)         | bezeichnet 1838                       | Obergeschoss Fachwerk, schönes Türgewände, Teil der alten Ortsstruktur, baugeschichtlich von Bedeutung. Erdgeschoss massiv, Steingewände, Obergeschoss Fachwerk, Krüppelwalmdach, bezeichnet „18D38“ ? im Steingewände, angedeuteter Dreieckssturz. | 09207152 |
| Direkt Bild zu diesem Denkmal hochladen | Schützenhaus: Gasthaus und Saal (ohne Anbauten)                                                 | Hauptstraße 104 (Karte)        | 2. Hälfte 19. Jahrhundert             | Obergeschoss Fachwerk, ortshistorische und ortsbildprägende Bedeutung. Gasthaus: Erdgeschoss und Giebel massiv, Obergeschoss Fachwerk, drei kleine dreieckige Dachhäuschen, Saalanbau über hohem Sockel, eingeschossig mit kräftig profilierten Flachbogenfenstern. | 09207143 |
| Direkt Bild zu diesem Denkmal hochladen | Pfarrhaus, Seitengebäude und Torhaus (mit Scheune) eines Pfarrhofes sowie Stützmauer zur Straße | Hauptstraße 108 (Karte)        | Ende 19. Jahrhundert (Pfarrhaus)      | Pfarrhaus: zeittypischer Putzbau mit Krüppelwalmdach, Seitengebäude in Fachwerkbauweise, ortsbildprägende und ortshistorische Bedeutung. Wohnhaus: zweigeschossiger Massivbau mit Porphyrgewänden, Krüppelwalmdach Nebengebäude: durch Hanglage über hohem Sockelgeschoss, zweigeschossig, zur Straße Fachwerk, übrige Seite massiv, Krüppelwalmdach Torhaus: Bruchsteinbau mit zwei Garagen und Durchfahrt, abgeschlossener Eindruck durch Mauer, die den Hof umgibt.                    | 09207151 |
| Direkt Bild zu diesem Denkmal hochladen | Wohnhaus eines Zweiseithofes                                                                    | Hauptstraße 124 (Karte)        | 18. Jahrhundert, eventuell noch älter | Obergeschoss Fachwerk, Teil der alten Ortsstruktur, Hanglage, daher ortsbildprägende Bedeutung, bauhistorischer Wert. Erdgeschoss massiv, Steingewände mit aufgelegter Putznutung, Obergeschoss Fachwerk, dreieckige Dachgaupe. | 09207146 |
| Direkt Bild zu diesem Denkmal hochladen | Wohnhaus (ohne Anbau)                                                                           | Hauptstraße 146 (Karte)        | 1. Hälfte 19. Jahrhundert             | Obergeschoss Fachwerk, Teil der alten Ortsstruktur, baugeschichtlich von Bedeutung. Erdgeschoss massiv, durch Ladeneinbau verändert, Obergeschoss Fachwerk, Giebelseite verkleidet. | 09207147 |
| Direkt Bild zu diesem Denkmal hochladen | Wohnstallhaus eines ehemaligen Dreiseithofes                                                    | Mühlenweg 27 (Karte)           | Mitte 19. Jahrhundert                 | Obergeschoss Fachwerk, stattliches Gebäude mit ortsbildprägender Wirkung, baugeschichtlich von Bedeutung. Erdgeschoss massiv, Obergeschoss Fachwerk, teilweise verschiefert (Giebel und Talseite), Krüppelwalmdach, Steingewände im Erdgeschoss. | 09207145 |

## Wilischthal
| Bild                                    | Bezeichnung                                                                                                | Lage                                        | Datierung                  | Beschreibung | ID       |
| --------------------------------------- | --- | ------------------------------------------- | -------------------------- | --- | -------- |
|                                         | Kriegerdenkmal für die Gefallenen des 1. Weltkrieges einer Fabrik, mit Ehrenhain und Allee (Gartendenkmal) | An der Schlösselmühle 3 (gegenüber) (Karte) | nach 1918 (Kriegerdenkmal) | Zur Erinnerung an die Gefallenen der Patentpapierfabrik Penig, Werk Wilischthal, ortsgeschichtlich von Bedeutung. In kleinem Ehrenhain gelegene, über dreifachem Sockel gemauerte Stele mit Metallplatten. | 09207164 |
| Direkt Bild zu diesem Denkmal hochladen | Direktorenwohnhaus (mit zwei Hausnummern) einer Papierfabrik                                               | An der Schlösselmühle 7; 9 (Karte)          | um 1910                    | Mächtiges Wohngebäude, durch erhöhte Lage ortsbildprägend, zeit- und landschaftstypisch, baugeschichtlich von Bedeutung. Über hohem Sockelgeschoss zweigeschossiger Massivbau, mit dominanten Eckrisaliten, Obergeschoss mit Glasveranden, in den Eckrisaliten verbrettert, zwei Dacherker mit Zierfachwerk, reiche Dachlandschaft, teilweise Bleiglasfenster, Balkon, originale Türen. Fabrikantenvilla des Betriebsleiters des Wilischthaler Werkes der Patentpapierfabrik Pehnig. | 09207165 |
| Direkt Bild zu diesem Denkmal hochladen | Wohnhaus (ohne Anbau) einer Papierfabrik                                                                   | An der Schlösselmühle 11 (Karte)            | 1910                       | Ehemaliges Wohnhaus eines Betriebsangehörigen der Wilischthaler Papierfabrik, zeittypisch, ortshistorische Bedeutung. Über hohem Sockelgeschoss eingeschossiger, mehrgliedriger Massivbau mit Klinkergliederung, Schweizerstil, originale Türen, Erdgeschoss: originale Korbbogenfenster, Zierfachwerk im Giebel, reiche Dachlandschaft. | 09207166 |